# عمران بن الوضاح
من المهندسين الأربعة الذين هندسوا بغداد لما شرع المنصور في بنائها، وكان متقلدًا العمل في الربع الذي من باب الكوفة إلى باب البصرة وباب المحول والكرخ، وما اتصل بذلك كله، وكان معه من رجال المنصور المسيَّب بن زهير والربيع مولاه.